# بيتر أوشوجنسي
بيتر أوشوجنسي (بالإنجليزية: Peter O'Shaughnessy)‏ هو مؤرخ أسترالي، ولد في 5 أكتوبر 1923، وتوفي في 17 يوليو 2013.

## وصلات خارجية
- بيتر أوشوجنسي على موقع IMDb (الإنجليزية)
- بيتر أوشوجنسي على موقع أول موفي (الإنجليزية)
- بيتر أوشوجنسي على موقع قاعدة بيانات الأفلام السويدية (السويدية)
- بيتر أوشوجنسي على موقع كينوبويسك (الروسية)